# Bine Zupan
Bine Zupan (* 4. September 1984 in Jesenice) ist ein ehemaliger slowenischer Skispringer.

## Werdegang
Zupan trat im Dezember 2001 beim Continental Cup (COC) in St. Moritz erstmals bei einem internationalen Wettkampf an. Bei der im Januar 2002 in Schonach ausgetragenen Juniorenweltmeisterschaft konnte er mit dem Team die Bronzemedaille gewinnen. Während der im Rahmen des Continental Cups ausgetragenen Sommerskispringen konnte er am 21. September 2002 in Calgary mit einem neunten Platz erstmals einen Platz unter den besten zehn bei einem internationalen Einzelwettbewerb erreichen. Im Winter 2002/03 trat er durchgehend im Continental Cup an und konnte beim Springen Anfang Februar in Braunlage mit einem zweiten Platz erstmals einen Podestplatz gewinnen. Im Sommer 2003 trat er abermals im COC an und konnte vordere Platzierungen belegen.
Zu Beginn des Winters 2003/04 begann er zunächst wieder im Continental Cup, konnte sich jedoch Anfang Januar in Liberec erstmals für den Weltcup qualifizieren. Den Rest der Saison trat er wieder im COC an, nahm jedoch an der Skiflug-Weltmeisterschaft 2004 in Planica teil. Obwohl er im Einzelwettbewerb nicht eingesetzt wurde, startete er im Teamwettbewerb und erreichte dort mit der slowenischen Mannschaft einen sechsten Platz. In der ersten Hälfte des Sommers 2004 startete er bei den COC-Springen, wobei er beim Springen am 9. Juli 2004 in Velenje den ersten Sieg seiner Karriere feiern konnte. In der zweiten Hälfte startete er bei den Grand-Prix-Springen, wobei ein 21. Platz in Hakuba seine beste Platzierung wurde.
In der Saison 2004/05 bekam er neben mehreren Einsätzen im COC auch acht Einsätze im Weltcup. Dabei kämpfte er stets um den Einzug in den zweiten Durchgang und belegte am Ende einen 72. Platz in der Gesamtwertung. Im Sommer 2005 trat er nicht an, im Winter 2005/06 nahm er zumeist am Continental Cup teil, konnte jedoch auch bei einigen Weltcups starten. Diese Saison sollte seine beste im Continental Cup werden: Beim Springen am 11. März in Bischofshofen konnte er einen weiteren Sieg feiern und am Ende einen 13. Platz in der Gesamtwertung belegen. Nach den zum Saisonabschluss 2006 in Planica stattfindenden Saisonfinale, bei denen er einen 26. und einen 25. Platz belegte, beendete Zupan seine aktive Skisprung-Karriere.
Zupan lebt heute alleinstehend in Begunje.

## Erfolge

### Weltcup-Platzierungen
| Saison  | Platz | Punkte |
| ------- | ----- | ------ |
| 2004/05 | 72.   | 011    |
| 2005/06 | 63.   | 011    |

### Continental-Cup-Platzierungen
| Saison  | Platz | Punkte |
| ------- | ----- | ------ |
| 2002/03 | 40.   | 192    |
| 2003/04 | 20.   | 304    |
| 2004/05 | 52.   | 118    |
| 2005/06 | 13.   | 398    |

### Grand-Prix-Platzierungen
| Saison | Platz | Punkte |
| ------ | ----- | ------ |
| 2004   | 48.   | 10     |